# 茲維尼亞恰
49°55′34″N 25°39′11″E / 49.92611°N 25.65306°E

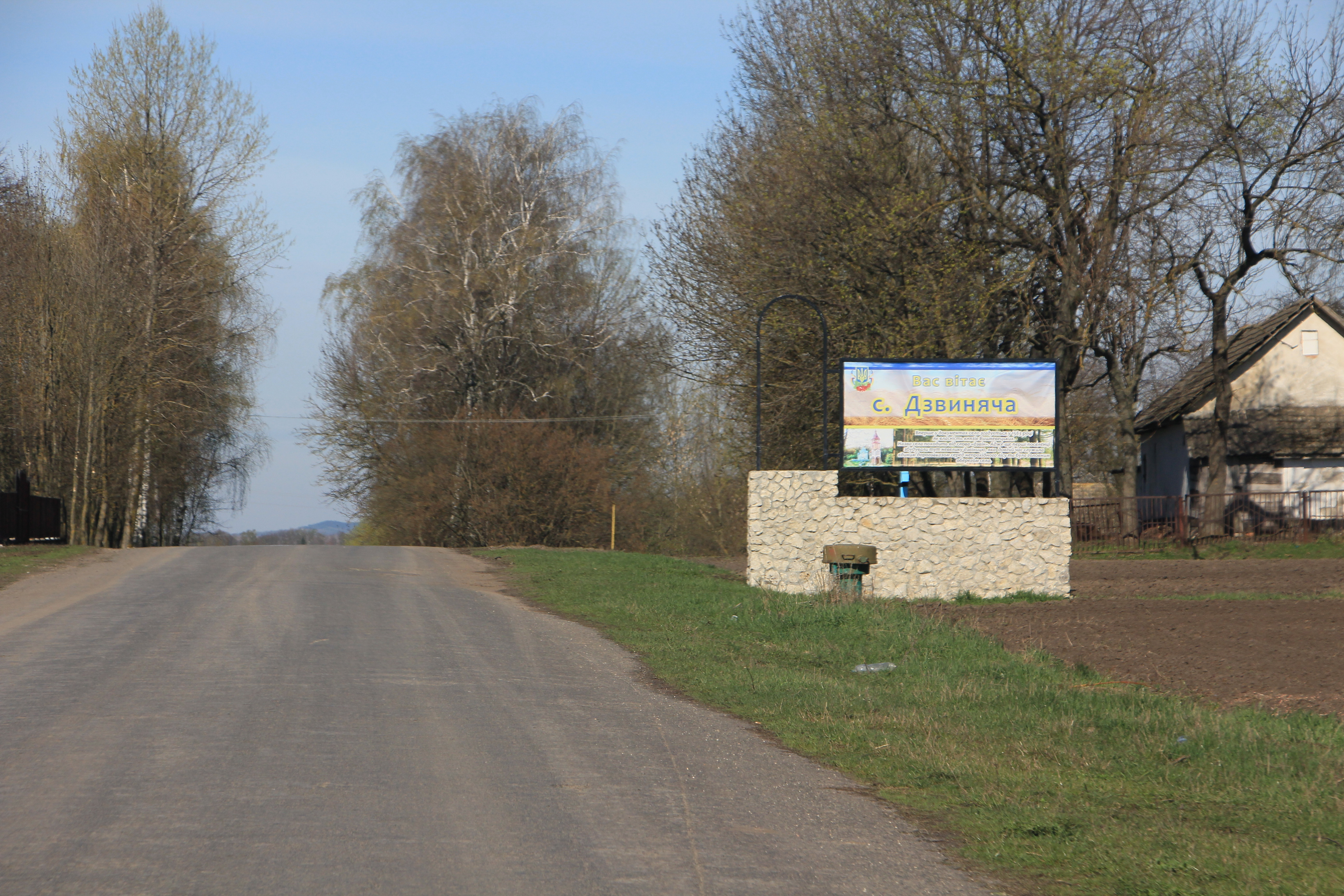

茲維尼亞恰（烏克蘭語：Дзвиняча）是位於烏克蘭西部特諾皮爾州裏克列梅涅茨區的村莊，始建於1703年，面積22.4平方公里，2001年人口1,019，人口密度每平方公里45.5人。